# Henri Herluison
Henri Herluison, né le 17 septembre 1835 à Orléans où il est mort le 8 mai 1905, est un éditeur et historien de l'art français.

## Biographie
Henri Herluison est membre du jury à l'Exposition universelle de 1900 et président de la Société archéologique et historique de l'Orléanais. En 1902, il est nommé conservateur des musée historique et de Jeanne d'Arc à Orléans en remplacement de Edmond Desnoyers, décédé.

## Distinctions
- Officier d'académie (1877)
- Officier de l'Instruction publique (1888)
- Chevalier de la Légion d'honneur (décret du 19 avril 1895)

## Publications
- Artistes orléanais, peintres, graveurs, sculpteurs, architectes, Orléans, Henri Herluison, 1863, 129 p..
- Actes d'état-civil d'artistes français, peintres, graveurs, architectes, 1873